# Matteo Emery
Matteo Emery (Lugano, 1955) è un artista svizzero.

## Biografia
Tra il 1972 e il 1980 ha studiato grafica allo CSIA di Lugano e alla scuola superiore di arti visive ESAV di Ginevra.
Tra il 1980 e il 1987 ottiene ripetute Borse Kiefer-Hablitzel.
A partire dal 1981 ha realizzato diverse esposizioni personali (Galleria Rivolta - Losanna, Galleria FAC - Sierre, Galleria Golden-Halm - Locarno, Maison Visinerd - Montreux) e collettive (Centro d'arte contemporanea - Ginevra, Musée d'art et d'histoire di Ginevra (sezione: Museo Rath) - Ginevra, Fondazione Gulbenkain - Lisbona, Museo Beaux-Arts - Losanna, Monastero delle Agostiniane - Monte Carasso).
Oggi vive e lavora a Arosio come artista.
Inizialmente attraverso l'utilizzo di x-ray, ora grazie ad installazioni, fotografie e video, i suoi lavori si basano sull'analisi dell'uomo e sulla scoperta di ciò che l'occhio non può vedere.

### In/Out
Le opere degli ultimi tre anni sono raccolte nella mostra In/Out, esse sono installazioni realizzate con gomme riciclate, aria, stracci, guaine rylsan, palloni ambu.
Le grandi camere d'aria aggovigliate e le radiografie assemblate con ago e filo creano una sorta di viaggio all'interno del corpo ed evocano nello spettatore la fragilità degli esseri viventi.
Questa fragilità è portata all'estremo dalle sculture di ghiaccio che, sciogliendosi, ricordano lo scorrere del tempo e della vita.